# William F. Wu
Pour les articles homonymes, voir Wu.
William F. Wu, né le 13 mars 1951 à Kansas City dans le Missouri, est un écrivain américain de science-fiction et de fantasy. Il a collaboré à plusieurs reprises avec George R. R. Martin, notamment pour la série Wild Cards.

## Œuvres

### SérieLa Cité des Robots d'Isaac Asimov
- Cyborg, J'ai lu, coll. « Science-fiction », 1990 ((en) Cyborg, Ace Books, 1987), trad. Pierre-Paul Durastanti  (ISBN 2-277-22875-3)Paru dans le volume 2 du cycle La Cité des Robots d'Isaac Asimov : Cyborg
- Le Périhélie, J'ai lu, coll. « Science-fiction », 1991 ((en) Prerihelion, Ace Books, 1988), trad. Anna-Scarlett Smulkowski  (ISBN 2-277-22975-X)Paru dans le volume 3 du cycle La Cité des Robots d'Isaac Asimov : Refuge

### SérieRobots temporels d'Isaac Asimov
- L'Âge des dinosaures, J'ai lu, coll. « Science-fiction », 1993 ((en) Predator, AvoNova, 1993), trad. Éric Wessberge  (ISBN 2-277-23473-7)Paru dans le volume 1 du cycle Robots temporels d'Isaac Asimov
- Les Pirates des Antilles, J'ai lu, coll. « Science-fiction », 1993 ((en) Marauder, AvoNova, 1993), trad. Éric Wessberge  (ISBN 2-277-23473-7)Paru dans le volume 1 du cycle Robots temporels d'Isaac Asimov
- Le Guerrier, J'ai lu, coll. « Science-fiction », 1995 ((en) Warrior, AvoNova, 1993), trad. Geneviève Blattmann  (ISBN 2-277-24048-6)Paru dans le volume 2 du cycle Robots temporels d'Isaac Asimov
- Le Dictateur, J'ai lu, coll. « Science-fiction », 1995 ((en) Dictator, AvoNova, 1994), trad. Geneviève Blattmann  (ISBN 2-277-24048-6)Paru dans le volume 2 du cycle Robots temporels d'Isaac Asimov
- L'Empereur, J'ai lu, coll. « Science-fiction », 1996 ((en) Emperor, AvoNova, 1994), trad. Geneviève Blattmann  (ISBN 2-277-24177-6)Paru dans le volume 3 du cycle Robots temporels d'Isaac Asimov
- L'Envahisseur, J'ai lu, coll. « Science-fiction », 1996 ((en) Invader, AvoNova, 1994), trad. Geneviève Blattmann  (ISBN 2-277-24177-6)Paru dans le volume 3 du cycle Robots temporels d'Isaac Asimov

### SérieWild Cards
1. One-Eyed Jacks, J'ai lu, coll. « Nouveaux Millénaires », 2019 ((en) One-Eyed Jacks, 1991)Anthologie de nouvelles écrites avec Chris Claremont, Stephen Leigh, Victor Milán, John J. Miller, Kevin Andrew Murphy (en), Lewis Shiner, Walton Simons (en), Melinda Snodgrass et Carrie Vaughn
2. (en) Card Sharks, 1993Anthologie de nouvelles écrites avec Michael Cassutt, Stephen Leigh, Victor Milán, Laura J. Mixon, Kevin Andrew Murphy (en), Melinda Snodgrass, et Roger Zelazny
3. (en) Card Sharks, 1993Anthologie de nouvelles écrites avec Michael Cassutt, Stephen Leigh, Victor Milán, Laura J. Mixon, Kevin Andrew Murphy (en), Melinda Snodgrass et Roger Zelazny
4. (en) Texas Hold'em, 2018Anthologie de nouvelles écrites avec David Anthony Durham, Max Gladstone, Victor Milán, Diana Rowland, Walton Simons (en) et Caroline Spector
5. (en) Sleeper Straddle, 2024Roman coécrit avec Max Gladstone, Stephen Leigh, Mary Anne Mohanraj, Cherie Priest, Christopher Rowe, Carrie Vaughn et Walter Jon Williams

### Nouvelles traduites en français
- Dragon de neige, 2019 ((en) Snow Dragon, 1991)Publiée dans l'anthologie One-Eyed Jacks, J'ai lu, coll. « Nouveaux Millénaires »